# Festiwal Piosenki Włoskiej w San Remo
Festiwal Piosenki Włoskiej w San Remo (w skrócie: Festiwal w San Remo; wł. Festival della Canzone Italiana, ang. Sanremo Music Festival) – jeden z najstarszych w Europie festiwali piosenki, odbywający się corocznie od 1951 w mieście San Remo. Na jego wzór powstały inne międzynarodowe konkursy: Konkurs Piosenki Eurowizji oraz Sopot Festival.
W latach 1953–1971, z wyjątkiem 1956, każda piosenka była śpiewana dwukrotnie przez dwóch różnych artystów, z których każdy używał indywidualnej aranżacji orkiestrowej, aby zilustrować znaczenie festiwalu jako konkursu kompozytorskiego, a nie tylko konkursu śpiewaków. W tej epoce festiwalu jedną wersję piosenki wykonał włoski artysta, a drugą zwykle wykonał zagraniczny gość. Stało się to sposobem dla wielu międzynarodowych artystów na debiut swoich piosenek na rynku włoskim, w tym Louis Armstrong, Stevie Wonder, José Feliciano, Roberto Carlos, Paul Anka, The Yardbirds, Marianne Faithfull, Shirley Bassey, Mungo Jerry, Kiss i wielu innych.
Festiwal stał się preselekcją włoskiego reprezentanta na bazowany na sobie Konkurs Piosenki Eurowizji i jest w większości przypadków używany jako metoda wyboru włoskiego reprezentanta na to wydarzenie. Festiwal rozpoczął kariery niektórych z najbardziej kultowych włoskich artystów, w tym Andrea Bocelli, Paola & Chiara, Il Volo, Laura Pausini, Eros Ramazzotti, i Gigliola Cinquetti.

## Historia

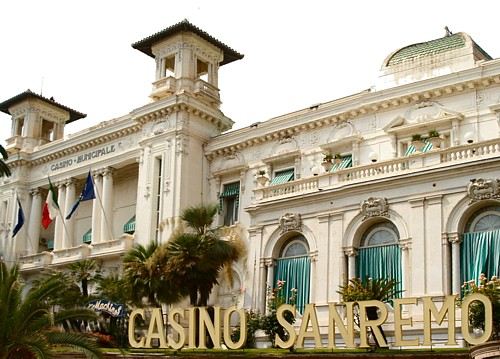
Il Casinò di Sanremo – siedziba Festiwalu do 1977

Ideą, która towarzyszyła powstaniu Festiwalu Piosenki Włoskiej, była chęć przełamania dotychczasowych, obowiązujących od dziesięcioleci wzorców i zaproponowanie czegoś nowego. Na poprzedzający pierwszy festiwal ogólnokrajowy konkurs nadesłano 140 nowych utworów, z których 20 wykonano publicznie. Premierowe piosenki wykonali Nilla Pizzi, Achille Togliani i Duo Fasano, a do finału zakwalifikowało się 10 propozycji, spośród których najlepszą okazał się singiel Pizzi – „Grazie dei fiori”; choć został on sprzedany w ilości tylko 36 000 egzemplarzy, to okazał się, wraz z innymi wówczas zaprezentowanymi nagraniami, na swój sposób rewelacyjny i odkrywczy. Pojawiły się w stosunku do nich określenia: moderno (nowoczesny) i jazz bianco (biały jazz). Na festiwalu pojawiły się też „nowe twarze”: Carla Boni, Gino Latilla, Giorgio Consolini, Flo Sandon’s i inni.
Przełom w organizacji oraz popularności festiwalu w San Remo nastąpił w 1958, kiedy podczas konkursu wystąpił Domenico Modugno, który zaprezentował swój utwór „Nel blu dipinto di blu”, napisany we współpracy z Frankiem Migliaccim. Piosenka zajęła pierwsze miejsce w finale festiwalu, a po koncercie trafiła – pod skróconym tytułem („Volare”) – do repertuaru m.in. Ala Martino, Deana Martina i Elli Fitzgerald. Dzięki międzynarodowym wykonaniom utwór zyskał międzynarodową popularność, a singiel z piosenką sprzedał się w liczbie ponad 22 mln egzemplarzy, zapewniając Modugno trwałe miejsce w historii włoskiej piosenki. Wokalista jeszcze trzykrotnie wygrywał festiwal, a jego melodyjne i nastrojowe propozycje doprowadziły do zyskania przez artystę miana „ojca nowoczesnej piosenki włoskiej”. Dzięki Modugno i nowej fali utalentowanych kompozytorów (Bruno Zambrini, Carlo Donida), autorów tekstów (Franco Migliacci, Mogol) czy piosenkarzy-kompozytorów (Pino Donaggio, Umberto Bindi, Tony Renis) piosenka włoska była coraz wyżej notowana na arenie międzynarodowej. W 1964 organizatorzy festiwalu dopuścili do udziału w nim renomowanych wykonawców zagranicznych, głównie anglosaskich. Dodało to bodźca konkurencji rodzimym wykonawcom, którzy odtąd musieli wykonywać swoje piosenki w duetach z zagranicznymi wykonawcami, m.in. Modugno z Frankiem Laine’em, Tony Dallara z Benem E. Kingiem czy Fausto Cigliano z Gene’em Pitneyem.
W latach 70. popularność festiwalu w San Remo znacznie spadła: organizatorzy konkursu zbyt pochopnie postawili na młodzież, a z drugiej strony nie potrafili dostrzec nowych trendów w światowej muzyce rozrywkowej. Przykładem tego był Drupi, którego utwór „Vado via” przepadł w konkursie, za to zdobył powodzenie we Włoszech i za granicą. Podobna spadkowa tendencja, jeśli chodzi o prestiż i znaczenie Festiwalu Piosenki Włoskiej, utrzymała się i w kolejnych dekadach.

## Zwycięzcy

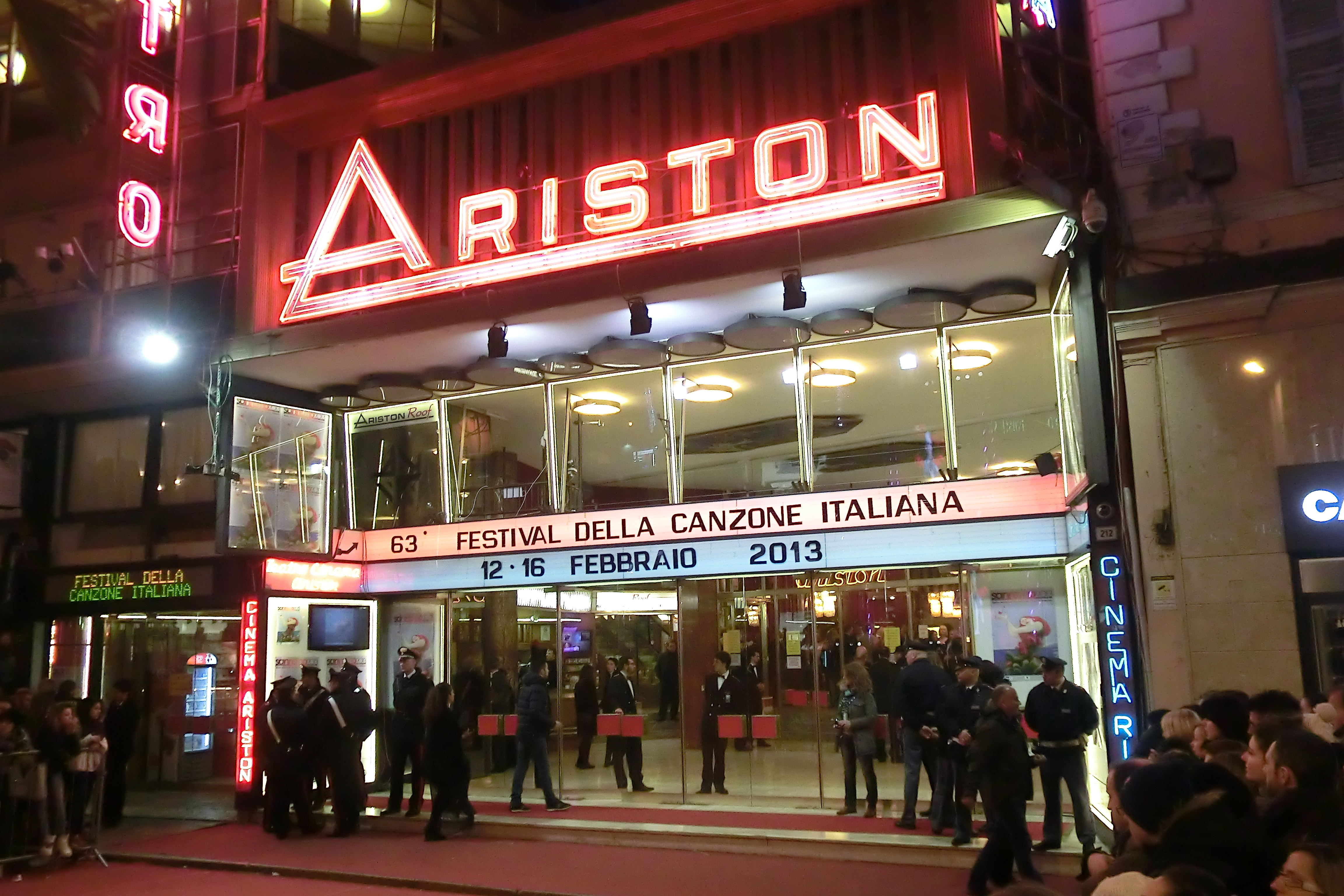
Teatro Ariston w San Remo podczas edycji 2013

### Kategoria Campioni
- 1951: Nilla Pizzi – „Grazie dei fiori”
- 1952: Nilla Pizzi – „Vola colomba”
- 1953: Carla Boni / Flo Sandon’s – „Viale d’autunno”
- 1954: Giorgio Consolini / Gino Latilla – „Tutte le mamme”
- 1955: Claudio Villa / Tullio Pane – „Buongiorno tristezza”
- 1956: Franca Raimondi – „Aprite le finestre”
- 1957: Claudio Villa / Nunzio Gallo – „Corde della mia chitarra”
- 1958: Domenico Modugno / Johnny Dorelli – „Nel blu dipinto di blu” (później znana jako „Volare”)
- 1959: Domenico Modugno / Johnny Dorelli – „Piove (Ciao, ciao bambina)”
- 1960: Tony Dallara / Renato Rascel – „Romantica”
- 1961: Betty Curtis / Luciano Tajoli – „Al di là”
- 1962: Domenico Modugno / Claudio Villa – „Addio, addio”
- 1963: Tony Renis / Emilio Pericoli – „Uno per tutte”
- 1964: Gigliola Cinquetti / Patricia Carli – „Non ho l’età”
- 1965: Bobby Solo / The New Christy Minstrels – „Se piangi, se ridi”
- 1966: Domenico Modugno / Gigliola Cinquetti – „Dio, come ti amo”
- 1967: Claudio Villa / Iva Zanicchi – „Non pensare a me”
- 1968: Sergio Endrigo / Roberto Carlos – „Canzone per te”
- 1969: Bobby Solo / Iva Zanicchi – „Zingara”
- 1970: Adriano Celentano / Claudia Mori – „Chi non lavora non fa l’amore”
- 1971: Nada / Nicola Di Bari – „Il cuore è uno zingaro”
- 1972: Nicola Di Bari – „I giorni dell’arcobaleno”
- 1973: Peppino di Capri – „Un grande amore e niente più”
- 1974: Iva Zanicchi – „Ciao cara come stai?”
- 1975: Gilda – „Ragazza del sud”
- 1976: Peppino di Capri – „Non lo faccio più”
- 1977: Homo Sapiens – „Bella da morire”
- 1978: Matia Bazar – „...e dirsi ciao”
- 1979: Mino Vergnaghi – „Amare”
- 1980: Toto Cutugno – „Solo noi”
- 1981: Alice – „Per Elisa”
- 1982: Riccardo Fogli – „Storie di tutti i giorni”
- 1983: Tiziana Rivale – „Sarà quel che sarà”
- 1984: Al Bano i Romina Power – „Ci sarà”
- 1985: Ricchi e Poveri – „Se mi innamoro”
- 1986: Eros Ramazzotti – „Adesso tu”
- 1987: Gianni Morandi, Enrico Ruggeri i Umberto Tozzi – „Si può dare di più”
- 1988: Massimo Ranieri – „Perdere l’amore”
- 1989: Anna Oxa i Fausto Leali – „Ti lascerò”
- 1990: Pooh i Dee Dee Bridgewater – „Uomini soli”
- 1991: Riccardo Cocciante i Sarah Jane Morris – „Se stiamo insieme”
- 1992: Luca Barbarossa(inne języki) – „Portami a ballare”
- 1993: Enrico Ruggeri – „Mistero”
- 1994: Aleandro Baldi(inne języki) – „Passerà”
- 1995: Giorgia – „Come saprei”
- 1996: Ron i Tosca – „Vorrei incontrarti fra cent’anni”
- 1997: Jalisse – „Fiumi di parole”
- 1998: Annalisa Minetti – „Senza te o con te”
- 1999: Anna Oxa – „Senza pietà”
- 2000: Piccola Orchestra Avion Travel(inne języki) – „Sentimento”
- 2001: Elisa – „Luce (Tramonti a nord est)”
- 2002: Matia Bazar – „Messaggio d’amore”
- 2003: Alexia – „Per dire di no”[9]
- 2004: Marco Masini(inne języki) – „L’uomo volante”
- 2005: Francesco Renga(inne języki) – „Angelo”
- 2006: Povia(inne języki) – „Vorrei avere il becco”
- 2007: Simone Cristicchi – „Ti regalerò una rosa”
- 2008: Giò Di Tonno(inne języki) i Lola Ponce(inne języki) – „Colpo di fulmine”
- 2009: Marco Carta(inne języki) – „La forza mia”
- 2010: Valerio Scanu(inne języki) – „Per tutte le volte che...”
- 2011: Roberto Vecchioni – „Chiamami ancora amore”
- 2012: Emma – „Non è l’inferno”
- 2013: Marco Mengoni – „L’essenziale”
- 2014: Arisa – „Controvento”
- 2015: Il Volo – „Grande amore”
- 2016: Stadio(inne języki) – „Un giorno mi dirai”
- 2017: Francesco Gabbani – „Occidentali’s Karma”
- 2018: Ermal Meta i Fabrizio Moro – „Non mi avete fatto niente”
- 2019: Mahmood – „Soldi”
- 2020: Diodato – „Fai rumore”
- 2021: Måneskin – „Zitti e buoni”
- 2022: Mahmood i Blanco – „Brividi”
- 2023: Marco Mengoni – „Due vite”
- 2024: Angelina Mango – „La noia”
- 2025: Olly(inne języki) – „Balorda nostalgia(inne języki)”